# Stefan Ramułt

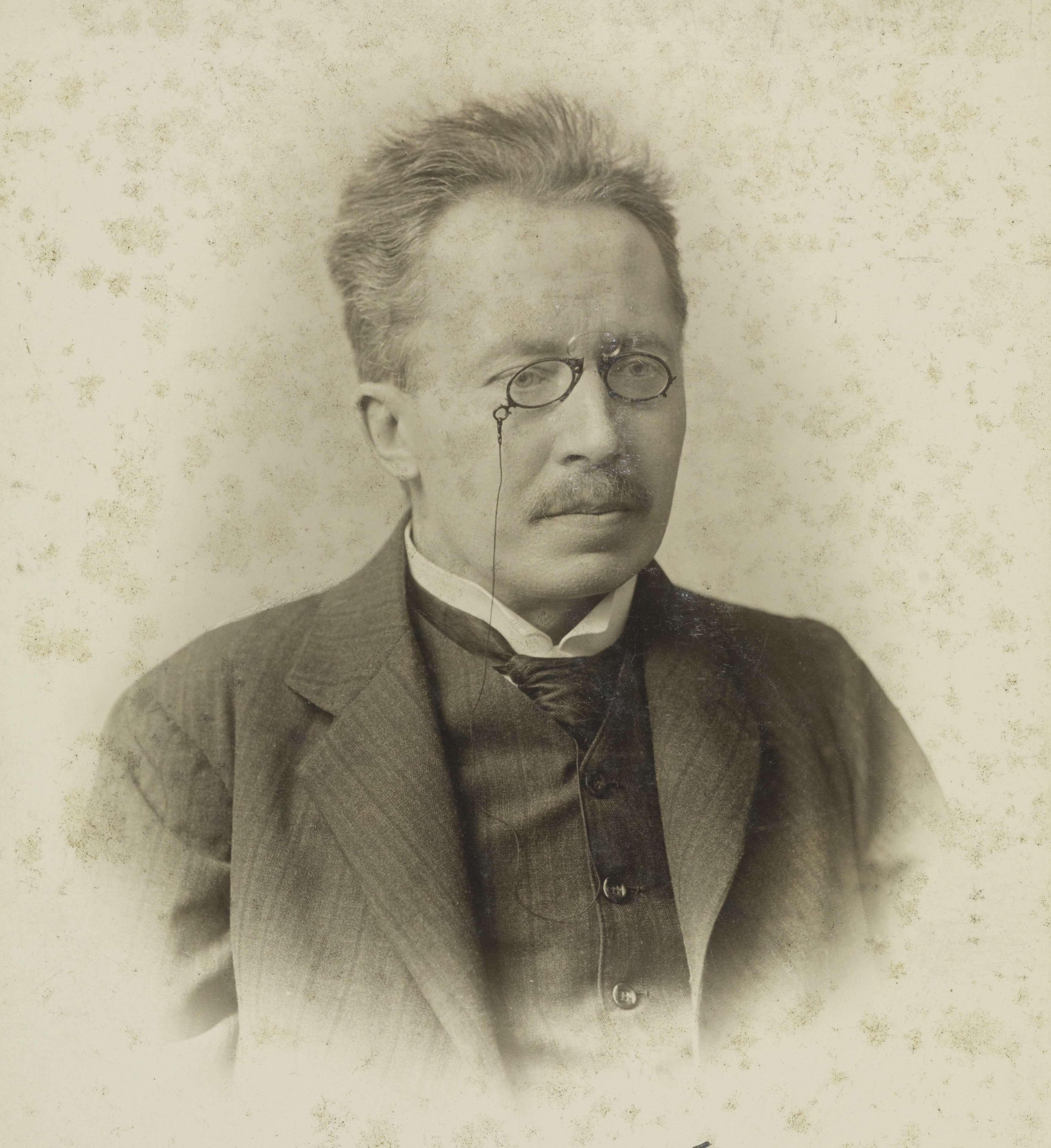
Stefan Ramułt, przed 1913 r.

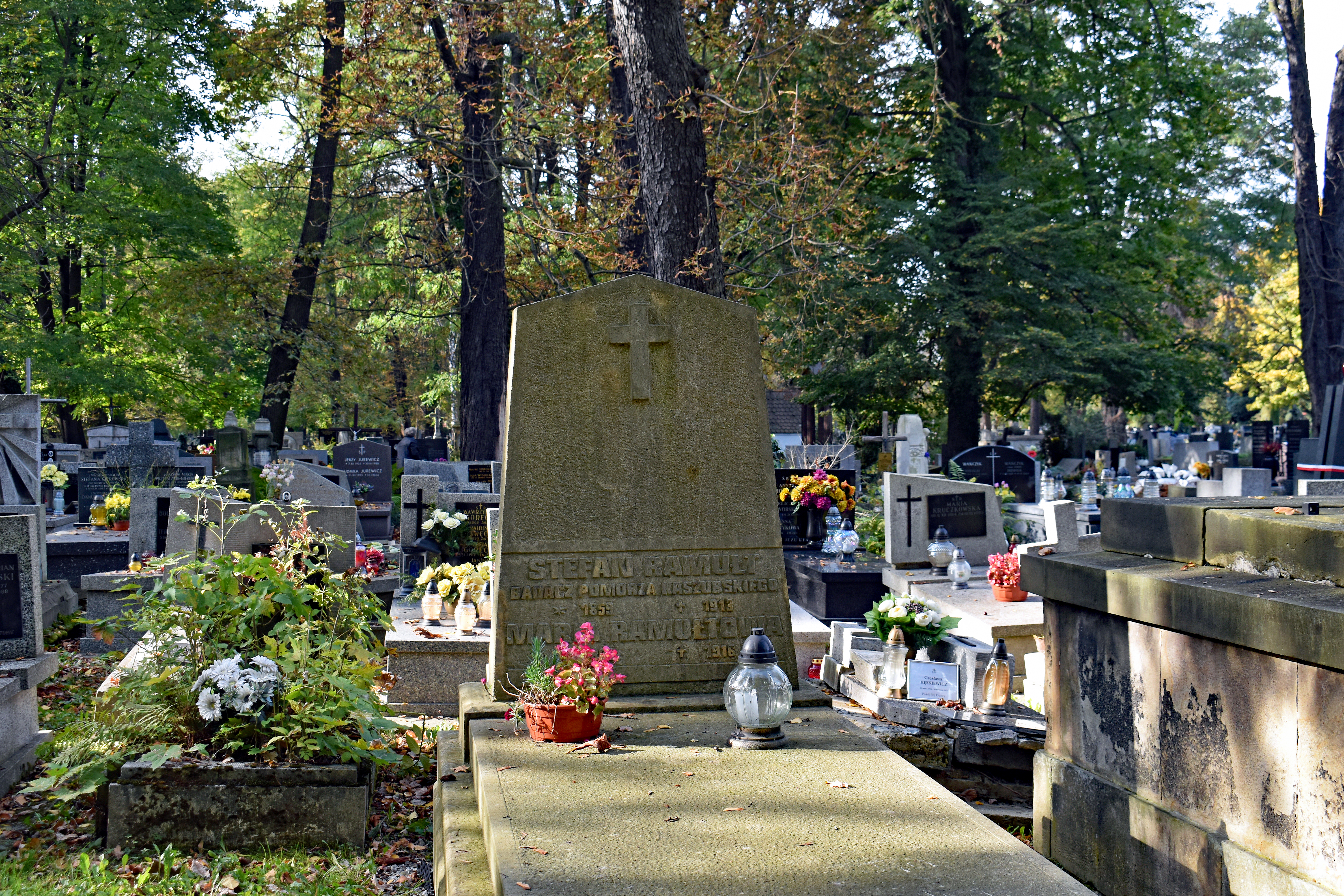
Grób Stefana Ramułta na cmentarzu Rakowickim

Stefan Ramułt (ur. 22 grudnia 1859 w Liszkach, zm. 24 grudnia 1913) – polski uczony, językoznawca.

## Życiorys
Mając 14 lat wpadł w zimie do stawu, co było przyczyną długotrwałej choroby i dolegliwości odczuwanych do końca życia (gościec). Podczas rekonwalescencji czytał prace Floriana Ceynowy na temat Kaszubów. Stało się to początkiem jego dalszych, początkowo samodzielnych studiów i badań nad językiem i kulturą Kaszubów.
W latach 1871–1879 uczył się w gimnazjum w Wadowicach, po czym podjął studia w zakresie lingwistyki na wydziale filozoficznym Uniwersytetu Lwowskiego (1879–1883).
Za swoje dzieło: Słownik języka pomorskiego czyli kaszubskiego otrzymał w 1889 roku nagrodę Akademii Umiejętności w konkursie imienia Lindego. W swojej książce dokumentował tezę, że język kaszubski jest odrębnym językiem słowiańskim, zaś Kaszubi - jedyną pozostałością ludów pomorskich osiadłych niegdyś na południowym wybrzeżu Bałtyku pomiędzy dolną Wisłą a dolną Łabą, odrębną od pozostałych Słowian.
Był współzałożycielem Towarzystwa Ludoznawczego we Lwowie, członkiem Zarządu w latach 1895–1899 oraz członkiem Komisji Językowej PAU.
Pochowany na cmentarzu Rakowickim w Krakowie.
Jego synem był Mirosław Ramułt (1890–1970), polski zoolog, profesor Uniwersytetu Jagiellońskiego, na uchodźstwie profesor Polskiego Uniwersytetu na Obczyźnie.

## Dzieła
- Podania i opowieści ludu kaszubskiego, Kraków 1893
- Słownik języka pomorskiego czyli kaszubskiego, Kraków 1893
- Słownik języka pomorskiego czyli kaszubskiego dzél II, Kraków 1993. Przygotowanie i wstęp H.Horodyska.
- Statystyka ludności kaszubskiej, Kraków 1899
- Słownik języka pomorskiego czyli kaszubskiego. Scalił i znormalizował Jerzy Treder, Gdańsk 2003